# HM-15
Le Helicopter Mine Countermeasures Squadron Fifteen (HM-15 ou HELMINERON 15), est un escadron d'hélicoptères de lutte contre les mines  de l'US Navy créé en 1987 et basé à la Naval Station Norfolk. Surnommé les "Blackhawks" et pilotant le MH-53E Sea Dragon, il est composé à la fois de personnel en service actif et de réserve. C'est l'escadron jumeau du HM-14 "Vanguard", basé à NS Norfolk.

## Historique
Le HM-15 a été créé le 2 janvier 1987, en tant que premier de deux escadrons similaires en service actif à la base navale Norfolk. Le 1er octobre 1987, le lieu d'affectation permanent de l'escadron a changé pour la Naval Air Station Alameda.
Il est subordonné au commandant du Helicopter Sea Combat Wing, Atlantic  au sein du Naval Air Force Atlantic

## Décorations
- Humanitarian Service Medal
- 2  Meritorious Unit Commendation
- 2 Chief of Naval Operations Aviation Safety Award (en)
- Battle Effectiveness Award (en)

## Galerie
|                             |
| Sea Dragon du HM-15 en 2012 |